# Stretto di Dover
Lo stretto di Dover (in inglese Strait of Dover o Dover Strait), o passo di Calais (in francese Pas de Calais), è il punto del canale della Manica che costituisce la distanza più breve tra l'Europa continentale e la Gran Bretagna e, amministrativamente, tra la Francia e il Regno Unito.

## Descrizione
Lo stretto è posto all'estremità orientale del canale della Manica. Ha una ampiezza minima di circa 32 km misurata dal promontorio di South Foreland, posto a circa 6 km a nord-est di Dover in Inghilterra, al promontorio di Cap Gris-Nez, posto a circa 20 km a sud-ovest di Calais in Francia. I fondali sono profondi poche decine di metri.

### Vie di comunicazione
Lo stretto è una via di comunicazione molto importante tra l'Atlantico e i mari del Nord e Baltico. È attraversato da più di 400 navi al giorno. Inoltre è solcato dal servizio di navi traghetto che mettono in comunicazione le due sponde opposte. 
Dal 1994 è entrato in servizio il Tunnel della Manica che passa sotto lo stretto ad una profondità media di 45 metri collegando Folkestone con Coquelles.

## Storia
I Romani chiamarono lo stretto Fretum Gallicum e lo attraversarono nell'agosto del 54 a.C. sotto la guida di Cesare per intraprendere la conquista della Britannia.
Tanti si sono cimentati nell'attraversare lo stretto a nuoto o con i mezzi più disparati. Il primo nuotatore che riuscì nell'impresa fu il capitano inglese Matthew Webb nel 1875. Nel 1909 per la prima volta il francese Louis Blériot sorvolò lo stretto in aereo.
Nella notte tra il 26 e il 27 ottobre 1916 nelle acque dello stretto fu combattuta una battaglia tra le forze navali britanniche e tedesche; una seconda battaglia fu combattuta, sempre tra tedeschi e britannici, nella notte tra il 20 e il 21 aprile 1917.